# Петър Тодоров (комисар)
Петър Илиев Тодоров е български полицай, главен комисар от Министерство на вътрешните работи, главен секретар на Министерство на вътрешните работи от 5 август 2021 г. до 8 септември 2023 г.

## Биография
Роден е на 26 януари 1965 г. в Пловдив. През 1986 г. завършва Висшето народно военно училище във Велико Търново. През 1992 г. постъпва в МВР като разузнавач към „Магистрална полиция“, сектор „Криминална полиция“ на Първо районно управление в Пловдив. Остава на тази позиция до 1998 г. В периода 1998 – 2003 г. е началник на група в сектор „Криминална полиция“ в Трето районно управление Пловдив. Между 2003 и 2005 г. е началник на сектор „Престъпления по пътищата“ в Областната дирекция на МВР в Пловдив. От 2005 до 2021 г. е началник на Първо районно управление в Пловдив. През май 2021 г. е временно заместник-директор на Областната дирекция на МВР в Пловдив, а от юни същата година временно е директор на дирекцията. С указ № 202 на президента на Република България от 5 август 2021 г. е назначен за главен секретар на Министерството на вътрешните работи. Остава на този пост до 8 септември 2023 г.